# Amastus fusca
Amastus fusca là một loài bướm đêm thuộc phân họ Arctiinae, họ Erebidae.